# Henri-Paul Pellaprat
Henri-Paul Pellaprat (* 1869 angeblich in Saint-Maur-des-Fossés (Île-de-France) oder in Paris; † angeblich 1949 in La Varenne-Saint-Hilaire (Seine) oder 1952 in Paris) war ein französischer Koch, Mitbegründer einer internationalen Kochschule, Ausbilder und Verfasser mehrerer Fachbücher.

## Leben
Dem Rat Auguste Escoffiers folgend, wonach jeder Koch zunächst Konditor sein solle, absolvierte Henri-Paul Pellaprat zunächst eine dreijährige Lehrzeit als Patissier. Danach arbeitete er drei weitere Jahre in dieser Funktion in verschiedenen Küchenbrigaden großer Restaurant in Paris, ehe er im Pariser Café de la Paix seine Laufbahn als Koch begann. Von dort wechselte er ins Maison Dorée von Casimir Moisson (* 1833 in Moustiers-Sainte-Marie; † 1909 ebenda), ehe er nach weiteren Berufsstationen mit der Journalistin Marthe Distel (18. September 1871 in Remiremont; † 1. April 1934 in Saint-Leu-la-Forêt) am 14. Januar 1896 die erste Niederlassung der Pariser Kochschule Le Cordon Bleu eröffnete, an der er über drei Jahrzehnte unterrichtete. Er zog sich 1932 aus der Öffentlichkeit zurück, arbeitete jedoch weiterhin im Auftrag großer Pariser Restaurants von zu Hause aus und schrieb mehrere Fachbücher, unter anderem „L´Art Culinaire Moderne“, das 1935 in erster Auflage erschien und danach in mehrere Sprachen übersetzt wurde. Deutschsprachige Bearbeitungen des zum kulinarischen Standardwerk avancierten Buches erschienen unter anderem unter den Titeln Die moderne französische Kochkunst und Der große Pellaprat: Die französische und internationale Kochkunst.
Zu den Lebensdaten von Henri-Paul Pellaprat gibt es sowohl hinsichtlich des Ortes seiner Geburt und seines Todes als auch zum Todesjahr widersprüchliche Angaben. Auch zu seinem Vornamen gibt es einen Beleg, in dem er abweichend als Paul Joseph geführt wird.

## Schriften
- 1932: La pâte feuilletée („Der Blätterteig“)
- 1934: Les Sandwiches et les Pains forrés („Sandwiches und belegte Brötchen“)
- 1934: La Cuisine au Vin („Kochen mit Wein“), in Zusammenarbeit mit Raymond Brunet
- 1935: L´Art Culinaire Moderne („Die moderne französische Kochkunst“)
- 1937: Cuisine végétarienne et de régimes alimentaires („Vegetarische Küche und Diätkost“)